# 阿灵顿 (马萨诸塞州)
阿灵顿（英語：Arlington）是美国马萨诸塞州米德尔塞克斯县的一个镇，位于波士顿西北约10公里远。根据2010年的人口普查阿灵顿的人口为42844人。

## 地理
阿灵顿占地约3517.5英亩（14平方千米），或5.5平方英里。其中286.2英亩（1.2平方公里）为水域，210.52英亩（0.9平方公里）为公园用地。高程范围为阿莱夫·布鲁克附近的海拔4英尺（1.2米）至公园大道和东部大道附近的377英尺（114.9米）。
阿灵顿的边界位于神秘湖、神秘河和 阿莱夫·布鲁克。辖区内有间谍池、阿灵顿水库、米尔布鲁克和山丘池塘。

### 街道社区
- 阿灵顿中心
- 西部的阿灵顿高地
- 东阿灵顿，大致位于普莱森特街以东
- 布拉特尔广场
- 阿尔蒙特村

## 友好城市
- 日本长冈京市
- 萨尔瓦多Teosinte
- 爱尔兰波塔灵顿